# Momia de Mánchester

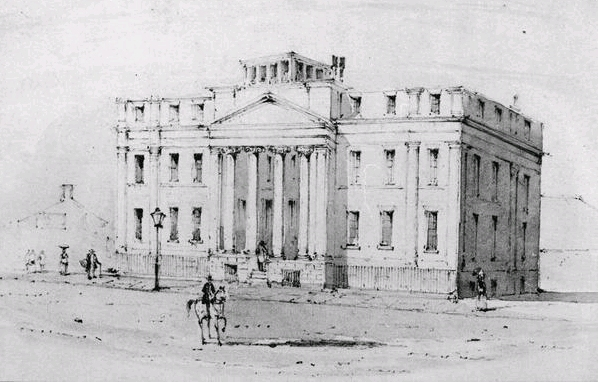
El Museo de la Sociedad de Historia Natural de Mánchester c. 1851, donde fue exhibido el cuerpo momificado de Hannah Beswick.

La Momia de Mánchester fue el apodo que recibió después de su fallecimiento Hannah Beswick (1688-febrero de 1758), una mujer adinerada que vivía en una propiedad llamada Birchin Bower, situada en el área de Hollinwood, en Oldham (Inglaterra). Debido a sus antecedentes familiares, Beswick tenía un miedo patológico a ser enterrada viva. Se dice que antes de morir manifestó el deseo de que su cuerpo permaneciera sin sepultar con la finalidad de verificar periódicamente la existencia de señales de vida. Sin embargo, tras su muerte en el año 1758, su cuerpo fue embalsamado.
A pesar de que no quedó constancia del método utilizado en el embalsamamiento, se cree que consistió en la substitución de la sangre por una mezcla de trementina y bermellón, método llamado embalsamamiento arterial. El cuerpo fue guardado dentro de una vieja caja de reloj y almacenado en casa del doctor Charles White, el médico de la familia. La aparente excentricidad de Beswick terminó convirtiéndola en una celebridad local, especialmente por el hecho de que los visitantes podían observarla en la casa de White.
Finalmente el cuerpo fue legado al Museo de la Sociedad de Historia Natural de Mánchester, donde fue exhibido y en donde recibió el apodo de la Momia de Mánchester o la Momia de Birchin Bower. Posteriormente toda la colección del museo fue transferida a la Universidad de Mánchester y se decidió, con la aprobación de las autoridades y el obispo, enterrar a Beswick. El acto tuvo lugar en el cementerio de Harpurhey el 22 de julio de 1868, 110 años después de su muerte. La tumba en la que yacen sus restos carece de nombre o seña alguna.

## Antecedentes

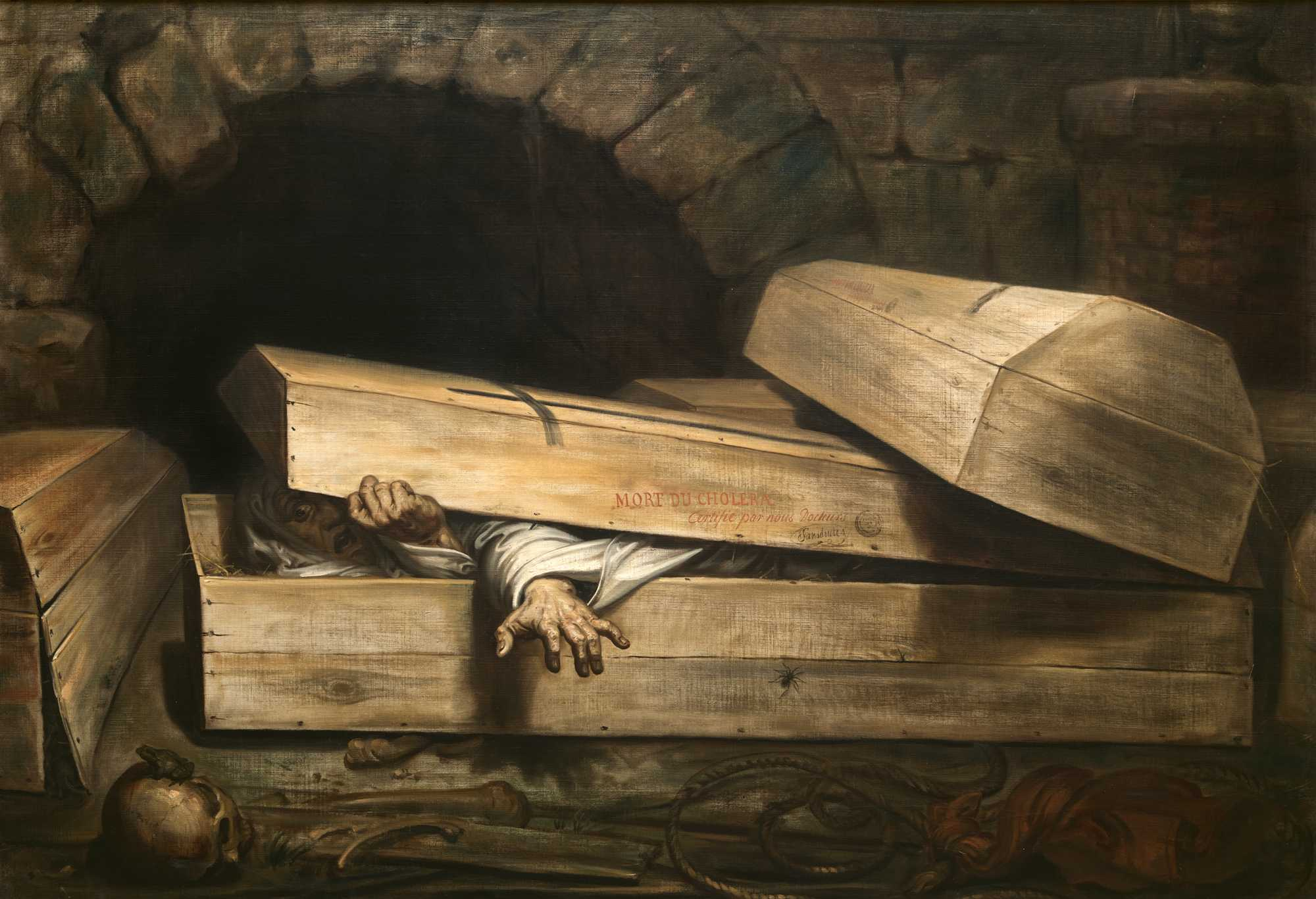
L'Inhumation précipitée (Entierro prematuro; 1854), óleo sobre lienzo de Antoine Wiertz.

Hacia la mitad del siglo XVIII se incrementó entre la sociedad europea el temor a ser enterrado vivo por equivocación. Se generó además un gran debate sobre la certeza de los signos de muerte, y por consiguiente se hicieron varias sugerencias con la intención de buscar signos vitales antes de realizar el entierro, desde derramar vinagre y pimienta en la boca del cadáver, hasta aplicar un hierro al rojo vivo en los pies o en el recto. En una publicación de 1895, el médico J. C. Ouseley publicó que alrededor de 2700 personas eran enterradas vivas cada año en Inglaterra y Gales, aunque otros estimaban que el número real era más cercano a 800.
Hannah Beswick nació en 1688 y heredó de su padre, John Beswick, una considerable riqueza. Años antes de su propia muerte, su hermano John dio señales de vida justo cuando estaban a punto de cerrar la tapa de su ataúd y uno de los dolientes notó que sus párpados parecían moverse. Tras el examen realizado por Charles White, el médico de la familia, se confirmó que todavía estaba vivo. John recobró el conocimiento unos días más tarde y vivió durante muchos años más.
Jessie Dobson, del Museo del Real Colegio de Cirujanos de Inglaterra, señaló que parece haber muchas «inexactitudes y contradicciones» en el registro de los acontecimientos que siguieron a la muerte de Hannah Beswick en 1758. Algunas personas sugirieron que Hannah Beswick dejó 25 000 £ —el equivalente a tres millones de libras aproximadamente en 2017— a White, pionero de la obstetricia y uno de los fundadores del Manchester Royal Infirmary, con la condición de que su cuerpo fuera mantenido sin enterrar y que periódicamente se le realizaran exámenes buscando signos de vida. Sin embargo, el testamento de Beswick, fechado el 25 de julio de 1757 —menos de un año antes de su muerte— declaraba que White recibiría solamente 100 £ y que 400 £ serían destinadas a los gastos funerarios. Otras historias sugerían que White había sido nombrado albacea del testamento y que recibió 400 £ para hacerse cargo de los gastos funerarios, pudiendo conservar el excedente; mantener a Beswick embalsamada le permitió guardar la suma completa. No obstante, el testamento nombraba a María Graeme y Esther Robinson como albaceas, no a White. En 1866, más de cien años después de su muerte, los detalles todavía seguían en disputa.

## Embalsamamiento

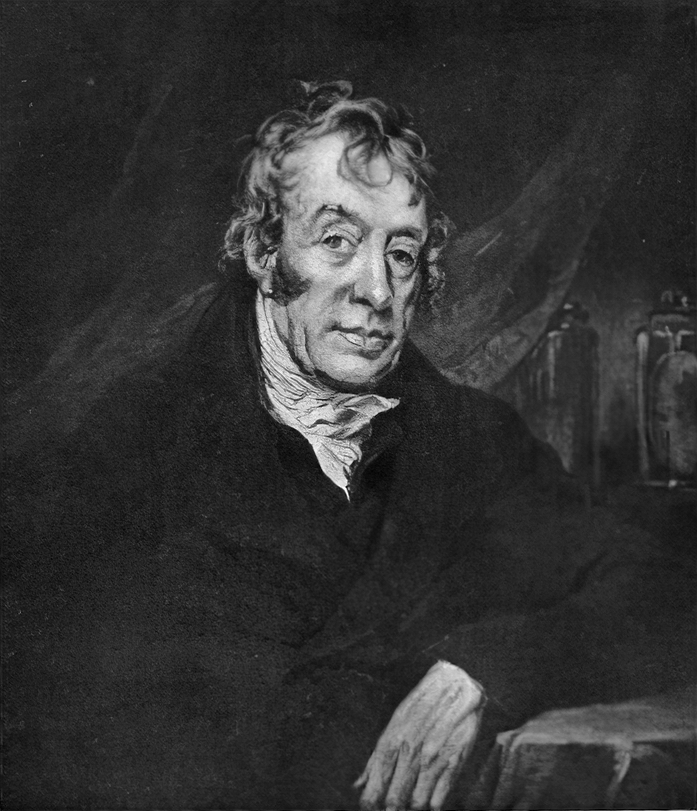
Charles White

En el testamento de Beswick de 1757 no existe ninguna mención de que deseara ser embalsamada. Se dice que únicamente le había pedido al doctor White que mantuviera el cuerpo sin enterrar hasta que se hiciera obvio que estaba realmente muerta, pero que el médico fue incapaz de resistirse a la tentación de añadir una momia a su colección de objetos de exhibición, y entonces tomó la decisión de embalsamarla. White había desarrollado un interés particular por la anatomía cuando estudiaba medicina en Londres y fue acumulando una colección de «curiosidades», que para la época de su fallecimiento incluía el esqueleto de Thomas Higgins, un asaltante de caminos ahorcado por robo, así como la momia de Hannah Beswick.
No existen registros del método de embalsamamiento usado por White, pero había estudiado con el anatomista William Hunter en 1748 y este había desarrollado un sistema de embalsamamiento arterial, por lo que es muy probable que utilizara el mismo procedimiento. Las venas y arterias habrían sido inyectadas con una mezcla de trementina y bermellón, después de lo cual los órganos serían retirados del tórax y el abdomen y colocados en agua para limpiarlos y reducir su volumen. Se extraía tanta sangre como fuera posible del cadáver y el cuerpo entero era lavado con alcohol. La siguiente etapa era recolocar los órganos y repetir la inyección de trementina y bermellón. Las cavidades se llenaban con una mezcla de alcanfor, nitrato de potasio y resina, antes de que el cuerpo fuera cosido y todos los orificios se llenaran con alcanfor. Después de un último lavado, el cuerpo se embalaba en una caja que contenía yeso para absorber cualquier rastro de humedad, y luego probablemente era cubierto con alquitrán para conservarlo.

## Exhibición
El cuerpo momificado se conservó inicialmente en Ancoats Hall, que era la casa de un miembro de la familia Beswick, aunque poco tiempo después fue trasladado a la casa del doctor White ubicada en Sale, en las afueras de Mánchester, donde fue almacenado en una vieja caja de reloj con la cara cubierta por un manto de terciopelo. La aparente excentricidad de Beswick la convirtió en una celebridad. El escritor Thomas de Quincey fue uno de muchos que acudieron a verla. Después de la muerte de White en 1813, el cuerpo de Beswick fue legado al doctor Ollier y tras la muerte de este en 1828, fue donado al Museo de la Sociedad de Historia Natural de Mánchester, establecido en 1835 en Peter Street, donde se dio a conocer como la Momia de Mánchester o la Momia de Birchin Bower. Era exhibida en el vestíbulo del museo, junto a una momia chinchorro y una egipcia, y sus familiares tenían acceso gratuito para visitarla cuando desearan.
Fue descrita en 1844 por un visitante como «uno de los objetos más notables del museo» y según la escritora Edith Sitwell, «la sombra fría y oscura de su momia colgaba sobre Mánchester a la mitad del siglo XVIII». No existen pinturas de Hannah Beswick. Philip Wentworth, un historiador local, proporcionó una de las pocas descripciones contemporáneas:

El cuerpo se encontraba bien conservado, pero la cara se veía marchita y negra. Las piernas y el tronco estaban envueltos en un paño grueso, una clase de material como cubierta de colchón. El cuerpo, que era como el de una pequeña y anciana mujer, estaba en un ataúd de cristal.

El museo transfirió el cuerpo a la Universidad de Mánchester en 1867. Poco tiempo después se decidió que Beswick estaba «irrevocable e inequívocamente muerta» y que había llegado la hora de enterrarla. Desde 1837 la ley británica requería que un examinador médico extendiera un certificado de defunción antes de llevar a cabo un entierro; como Beswick había muerto en 1758, se hizo una petición al ministro del Interior, quien emitió una orden para ejecutarlo. Con la autorización del obispo de Mánchester, Hannah Beswick fue enterrada en una tumba sin marcar en el cementerio Harpurhey el 22 de julio de 1868, 100 años después de su muerte.

## Tesoro y apariciones
Después de que Charles Edward Stuart entrara en Mánchester a la cabeza de su ejército invasor en 1745, Hannah Beswick se sintió preocupada por la seguridad de su dinero y decidió enterrarlo. Poco antes de morir prometió a sus familiares revelarles dónde había ocultado el tesoro, pero no sobrevivió lo suficiente para hacerlo.
Tras la muerte de Beswick, su casa, Birchin Bower, fue convertida en vivienda para trabajadores. Muchos de los nuevos habitantes afirmaban haber visto una figura vestida con un traje de seda negra y un gorro blanco, una descripción que parecía corresponder a Hannah Beswick. Según los testigos, después de flotar por el salón de la casa, la aparición se desvanecía al pasar sobre una losa en particular. Se aseguraba que un tejedor que vivía allí, en una ocasión que cavaba para fijar un nuevo telar, descubrió las reservas de oro de Beswick ocultas debajo de aquella misma losa. Oliphant, un distribuidor de metales preciosos, pagó al tejedor 3 £ y 10 chelines por cada pieza de oro, el equivalente a casi 450 £ en 2017. La casa finalmente fue demolida para dar paso a un camino hacia la fábrica Ferranti, pero siguieron mencionándose avistamientos del fantasma en el área de su antigua residencia.